# Megacles (grootvader van Isodice)
Megacles (Oudgrieks: Μεγακλῆς / Megaklễs) was een vooraanstaand Athener uit de familie van de Alcmeoniden.
Megacles was de broer van Agariste, de moeder van Pericles, en via zijn zoon Euryptolemus grootvader van Isodice, de vrouw van Cimon. Hij was vermoedelijk ook de "Megacles, zoon van Hippocrates, van de deme Alopece", die het slachtoffer werd van ostracisme in 487/486 v.Chr.